# Đập Grand Coulee
Đập Grand Coulee là một đập lực trên sông Columbia ở tiểu bang Washington của Hoa Kỳ được xây dựng để sản xuất năng lượng thủy điện và cung cấp thủy lợi. Nó được xây dựng từ năm 1933 đến năm 1942, ban đầu với hai nhà máy điện. Một nhà máy điện thứ ba đã được hoàn thành vào năm 1974 để tăng cường sản xuất năng lượng. Đây là cơ sở sản xuất điện năng lớn nhất sản xuất điện ở Hoa Kỳ và một trong các kết cấu bê tông lớn nhất thế giới. Đề nghị xây dựng đập là trọng tâm của một cuộc tranh luận gay gắt trong những năm 1920 giữa hai nhóm: một phe muốn cung cấp thủy lợi cho Grand Coulee cổ với một kênh đào còn phe kia thì ủng hộ việc xây đập và dùng bơm nước. Phe ủng hộ xây đập đã thắng thế vào năm 1933, nhưng vì lý do tài chính thiết kế ban đầu cho một con đập 79 mét ngắn hơn so với hình dung rằng đập này có không thể hỗ trợ thủy lợi. Cục Khai hoang Hoa Kỳ và một tổ hợp của ba công ty được gọi là MWAK (Mason-Walsh-Atkinson Kier) bắt đầu xây dựng vào năm đó. Sau khi thăm công trường xây dựng vào tháng 8 năm 1934, Tổng thống Franklin Delano Roosevelt chuyển từ ủng hộ "đập thấp" rẻ hơn sang "đập cao" lợi hơn. Phương án đập cao đã được Quốc hội Hoa Kỳ phê duyệt vào năm 1935 và hoàn thành vào năm 1942, với đợt nước đầu tiên qua đập tràn đập này vào ngày 1 tháng 6 năm đó.